# Hanna Sarkut
Hanna Sarkut –en bielorruso, Ганна Саркут– (15 de mayo de 1988) es una deportista bielorrusa que compitió en lucha libre. Ganó una medalla de bronce en el Campeonato Europeo de Lucha de 2011, en la categoría de 67 kg.

## Palmarés internacional
| Campeonato Europeo | Campeonato Europeo  | Campeonato Europeo | Campeonato Europeo |
| Año                | Lugar               | Medalla            | Categoría          |
| ------------------ | ------------------- | ------------------ | ------------------ |
| 2011               | Dortmund (Alemania) | Medalla de bronce  | 67 kg              |